# Aeroportul Regional Show Low
Aeroportul Regional Show Low (IATA: SOW, ICAO: KSOW, FAA LID: SOW) este un aeroport din Arizona, Statele Unite ale Americii ce deservește zona Show Low⁠(d). Aeroportul a fost tranzitat în 2019 de 9.148 de pasageri. A fost numit după zona deservită.
Situat la o altitudine de 1.955 m, aeroportul dispune de 2 piste.

## Infrastructură

### Piste
Aeroportul dispune de 2 piste. Pista 03/21 are suprafața de asfalt și dimensiunile 3.938 picioare × 60 picioare. Pista 06/24 are suprafața de asfalt și dimensiunile 7.200 picioare × 100 picioare. 